# العلاقات الأوكرانية الليتوانية
العلاقات الأوكرانية الليتوانية هي العلاقات الثنائية التي تجمع بين أوكرانيا وليتوانيا.

## مقارنة بين البلدين
هذه مقارنة عامة ومرجعية للدولتين:
| وجه المقارنة                                              | أوكرانيا                                   | ليتوانيا                                                    |
| --------------------------------------------------------- | ------------------------------------------ | ----------------------------------------------------------- |
| المساحة (كم2)                                             | 603.63 ألف                                 | 65.30 ألف                                                   |
| عدد السكان (نسمة)                                         | 45.55 مليون                                | 2.79 مليون                                                  |
| الكثافة السكانية (ن./كم²)                                 | 75.46                                      | 42.73                                                       |
| العاصمة                                                   | كييف                                       | فيلنيوس، كاوناس                                             |
| اللغة الرسمية                                             | اللغة الأوكرانية                           | اللغة الليتوانية                                            |
| العملة                                                    | هريفنا أوكرانية، كاربوفانيتس، روبل سوفييتي | ليتاس ليتواني، يورو                                         |
| الناتج المحلي الإجمالي (بليون دولار)                      | 112.15 مليار                               | 47.17 مليار                                                 |
| الناتج المحلي الإجمالي (تعادل القوة الشرائية) بليون دولار | 352.98 مليار                               | 84.06 مليار                                                 |
| الناتج المحلي الإجمالي الاسمي للفرد دولار أمريكي          | 2.11 ألف                                   | 14.15 ألف                                                   |
| الناتج المحلي الإجمالي للفرد دولار أمريكي                 | 8.66 ألف                                   | 27.69 ألف                                                   |
| مؤشر التنمية البشرية                                      | 0.747                                      | 0.839                                                       |
| رمز المكالمات الدولي                                      | +380                                       | +370                                                        |
| رمز الإنترنت                                              | .ua، .укр ‏                                 | .lt                                                         |
| المنطقة الزمنية                                           | ت ع م+02:00، ت ع م+03:00، توقيت شرق أوروبا | ت ع م+02:00، ت ع م+03:00، أوروبا/فيلنيوس ‏، توقيت شرق أوروبا |

## مدن متوأمة
في ما يلي قائمة باتفاقيات التوأمة بين مدن أوكرانية وليتوانية:
- ترتبط خاركيف مع كاوناس باتفاقية توأمة منذ 23 أغسطس 2008.[17][17][17][18]
- ترتبط لفيف أوبلاست مع كاوناس باتفاقية توأمة منذ 2012.[19]
- ترتبط فينيتسا مع بانيفيزيس باتفاقية توأمة منذ 1991.[20][20][20][20]
- ترتبط ميليتوبول مع كيدايني باتفاقية توأمة.
- ترتبط أوديسا مع كلايبيدا باتفاقية توأمة منذ 3 سبتمبر 2004.[21][22][21][22]
- ترتبط دونيتسك مع فيلنيوس باتفاقية توأمة منذ 2011.[23][24][23][24]
- ترتبط لوتسك مع كاوناس باتفاقية توأمة منذ 23 يناير 2014.[25][26][27][28]
- ترتبط إيفانو-فرانكيفسك مع تراكي باتفاقية توأمة منذ 9 نوفمبر 2006.[29][30][29][30]
- ترتبط Yavoriv [الإنجليزية]‏ مع تراكي باتفاقية توأمة.
- ترتبط Mena, Ukraine [الإنجليزية]‏ مع بيرشتوناس باتفاقية توأمة.
- ترتبط لفيف مع فيلنيوس باتفاقية توأمة منذ 1989.[31][31][31][31]
- ترتبط دنيبرو مع فيلنيوس باتفاقية توأمة منذ 2007.
- ترتبط بيلا تسيركفا مع كاوناس باتفاقية توأمة منذ 2004.[32]
- ترتبط خميلنيتسكي مع شياولياي باتفاقية توأمة.
- ترتبط كييف مع فيلنيوس باتفاقية توأمة منذ 1995.[33][34][35][33]
- ترتبط Koriukivka [الإنجليزية]‏ مع Kazlų Rūda [الإنجليزية]‏ باتفاقية توأمة.

## منظمات دولية مشتركة
يشترك البلدان في عضوية مجموعة من المنظمات الدولية، منها:
| علم المنظمة | اسم المنظمة                               | تاريخ انضمام أوكرانيا | تاريخ انضمام ليتوانيا |
| ----------- | ----------------------------------------- | --------------------- | --------------------- |
|             | وكالة ضمان الاستثمار متعدد الأطراف        | 19 يوليو 1994         | 8 يونيو 1993          |
|             | الأمم المتحدة                             | 24 أكتوبر 1945        | 17 سبتمبر 1991        |
|             | منظمة حظر الأسلحة الكيميائية              | ?                     | ?                     |
|             | منظمة التجارة العالمية                    | 16 مايو 2008          | ?                     |
|             | منظمة الشرطة الجنائية الدولية             | ?                     | ?                     |
|             | منظمة الأمن والتعاون في أوروبا            | 30 يناير 1992         | 10 سبتمبر 1991        |
|             | مؤسسة التنمية الدولية                     | 27 مايو 2004          | 23 سبتمبر 2011        |
|             | يونسكو                                    | 12 مايو 1954          | 7 أكتوبر 1991         |
|             | مجلس أوروبا                               | 9 نوفمبر 1995         | ?                     |
|             | الاتحاد البريدي العالمي                   | ?                     | ?                     |
|             | البنك الدولي للإنشاء والتعمير             | 3 سبتمبر 1992         | 6 يوليو 1992          |
|             | اتفاقية السماوات المفتوحة                 | ?                     | ?                     |
|             | الاتحاد الدولي للاتصالات                  | 7 مايو 1947           | 1 يوليو 1923          |
|             | مؤسسة التمويل الدولية                     | 18 أكتوبر 1993        | 15 يناير 1993         |
|             | المنظمة الأوروبية لسلامة الملاحة الجوية   | 2004                  | 2006                  |
|             | المركز الدولي لتسوية المنازعات الاستشارية | 7 يوليو 2000          | 5 أغسطس 1992          |
|             | مجموعة الموردين النوويين                  | ?                     | ?                     |

## أعلام
هذه قائمة لبعض الشخصيات التي تربطها علاقات بالبلدين:
- أندري كانتشيلسكيس (لاعب كرة قدم، 23 يناير 1969[42] – )
- تاتيانا بربينيس (لاعبة كرة مضرب أوكرانية، 15 ديسمبر 1982 – )

## وصلات خارجية
- موقع وزارة الخارجية الأوكرانية
- موقع وزارة الخارجية الليتوانية